# Linkrusta

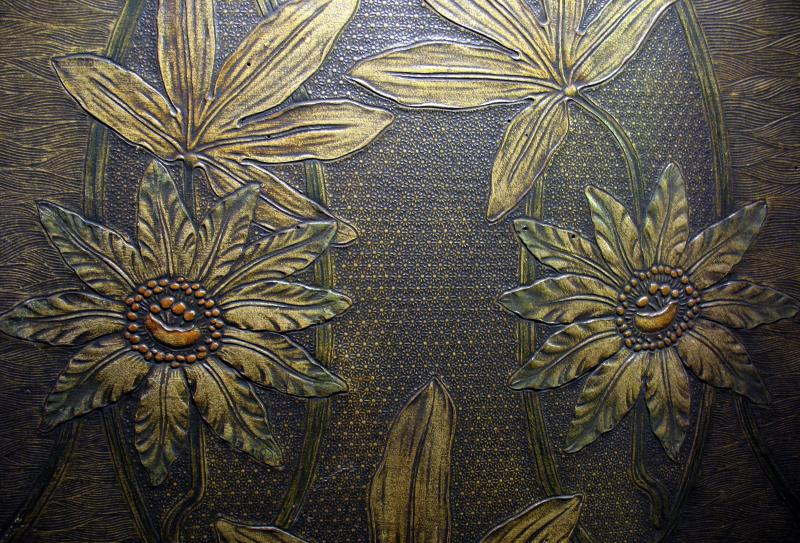
Lincrusta-Tapete mit floralem Jugendstil-Dekor von 1901 in einer Apotheke in Stuttgart.

Linkrusta oder Lincrusta ist ein Kunstwort aus den beiden lateinischen Wortbestandteilen linum ‚Leinen‘ und crusta ‚harte Schale‘. Es ist ein linoleumähnliches Material, aus dem vor allem Prägetapeten zu Wandverkleidungen hergestellt wurden und werden. Bei flächiger Anwendung wird auch von Linkrusta-Tapete gesprochen. Bisweilen wird dabei optisch der Effekt einer hochwertigeren Ledertapete oder Holzoberfläche angestrebt. Der abwaschbare, druck- und schlagfeste Wandbelag wurde im letzten Viertel des 19. Jahrhunderts von dem englischen Chemiker und Erfinder des Linoleums Frederick Walton entwickelt.

## Herstellung
Das Material Linkrusta wird aus oxidiertem Leinöl (Linoxin), Kolophonium, Kopalharz, Holzmehl sowie Farb- und Füllstoffen hergestellt. Als Träger für die Linkrusta-Masse können festes Papier sowie Gewebe aus Jute, Baumwolle und (seltener) Hanf dienen; mittlerweile kommt nur noch festes Papier zur Anwendung.
Frederick Walton verband die Leinölschicht in Lackdosen, die als formbare Masse auf der Oberfläche der Farben eingetrocknet war, mit Holzmehl, Kreide und Farbe. Die Masse wurde (noch heiß) mit Musterwalzen auf eine Papierbahn aufgebracht. Nach Trocknung und durch Sauerstoffverbindung sowie Abkühlung waren die Bahnen fertig zum Aufrollen an der Wand. Vorher konnte die reliefierte Oberfläche zur Zierde mit Lacken oder Wandfarben bearbeitet werden, auch Blattvergoldungen sind möglich. 
Linkrusta ist widerstandsfähig und wasserbeständig.

## Geschichte und Anwendung

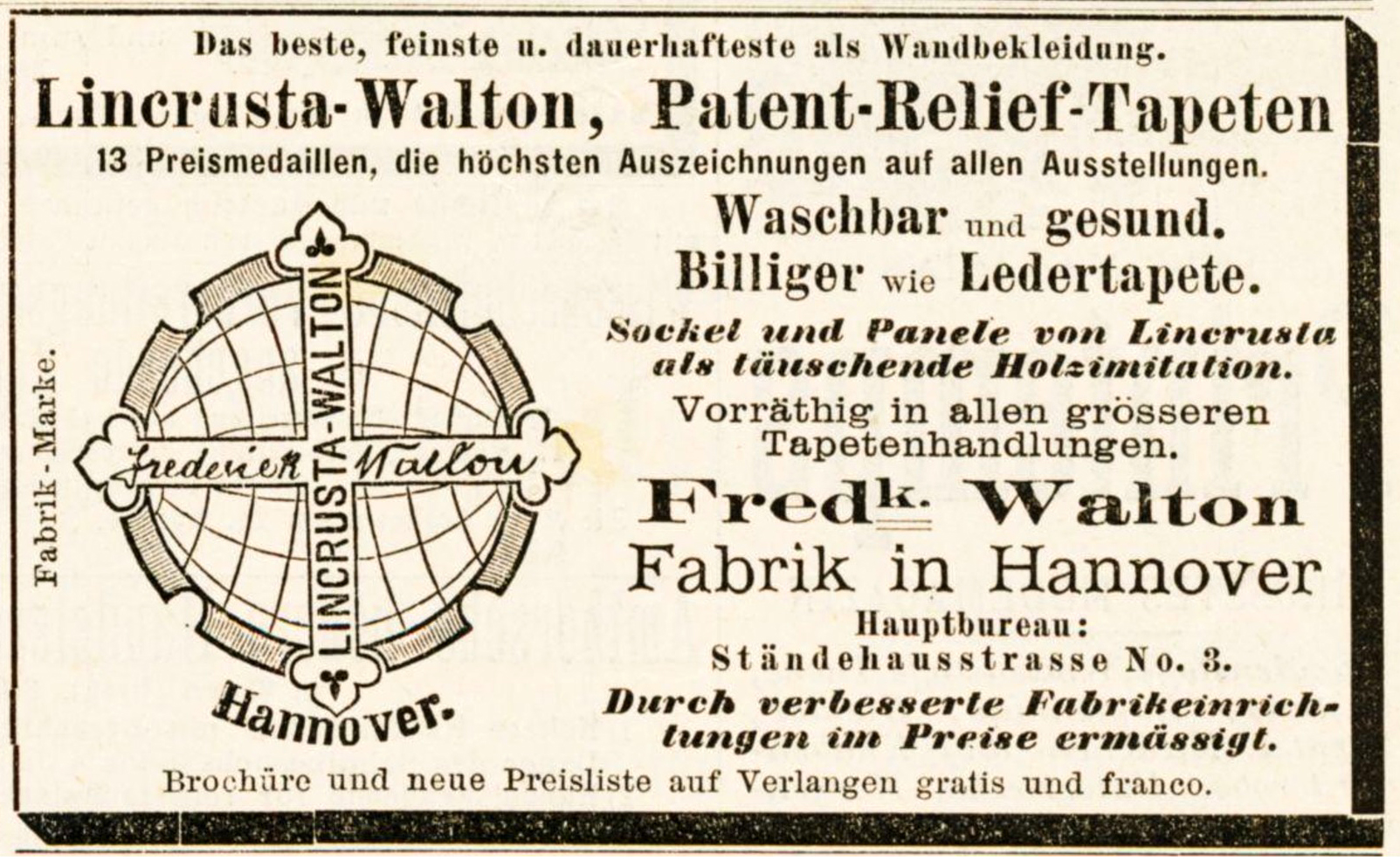
Werbeanzeige für die „Lincrusta-Walten, Patent-Relief-Tapete“ von Frederick Walton und seiner Fabrik in Hannover (1896)

Schon bald nach seiner Markteinführung 1877 erzielte der neuartige Wandbelag bei einer Reihe von Anwendungsgebieten durchschlagenden Erfolg – vom Einsatz in königlichen Residenzen bis zur Ausstattung von Schienenfahrzeugen. 1884 entstand die erste deutsche Fabrik Lincrusta-Walton in Hannover.
Linkrusta-Tapeten waren vor allem Ende des 19. und Anfang des 20. Jahrhunderts beliebt, man findet sie weltweit etwa im Cafe Royal in London, in der New Yorker Carnegie Hall oder im Raffles Hotel in Singapur. Auch in vielen Bürgerhäusern hielt diese Art der Wandverkleidung Einzug, vornehmlich in Treppenaufgängen an Wand- und Sockelverkleidung (Lambris), aber auch repräsentativer in Salons oder Bibliothekszimmern.
Das Material wird für Wandbeläge noch heute hergestellt, ist jedoch sehr teuer. Es wird vor allem bei der Restaurierung historischer Gebäude verwendet, aber auch mit modernen Prägemustern.
In den 1920er Jahren gab es kurzzeitig auch Möbel mit Lincrusta-Oberflächen (Möbel-Linoleum).

Bildergalerie
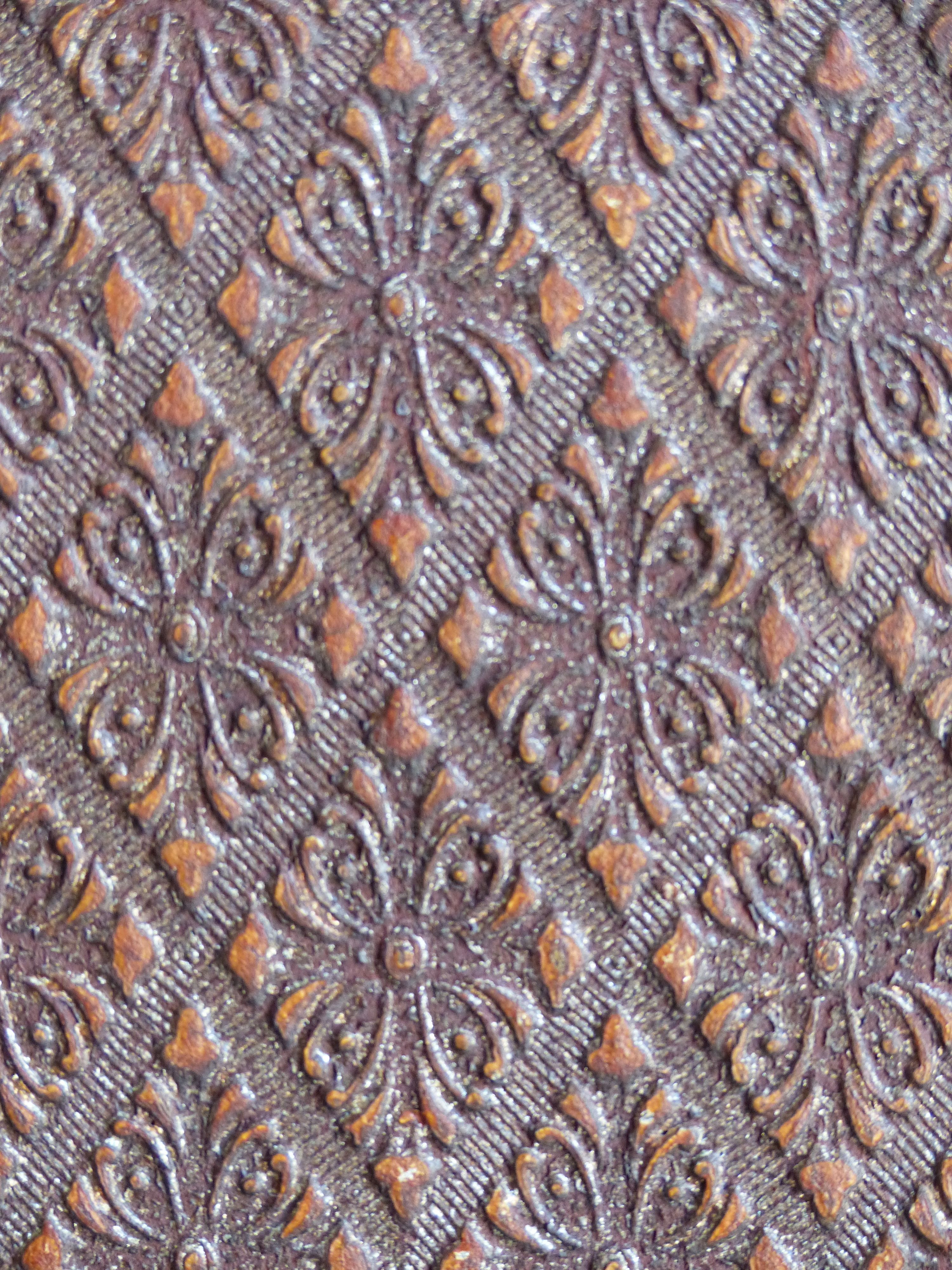
Lincrusta-Tapete der Schwebebahn Dresden
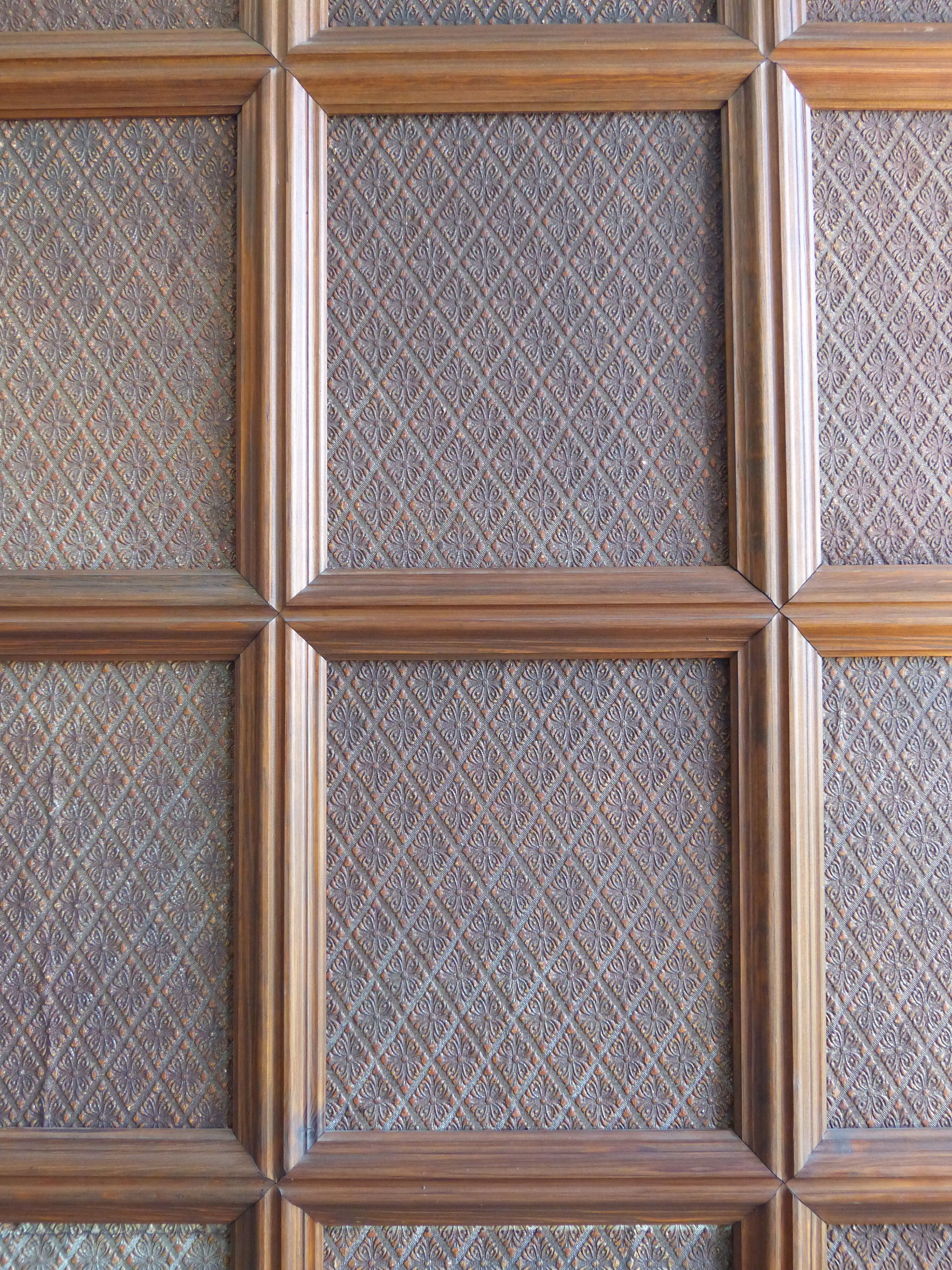
Linkrusta-Wandverkleidung der Schwebebahn Dresden
Linkrustatapete in einem Treppenhaus (Washington, DC)
Linkrusta-Tapete in einem Treppenhaus (Washington, DC)
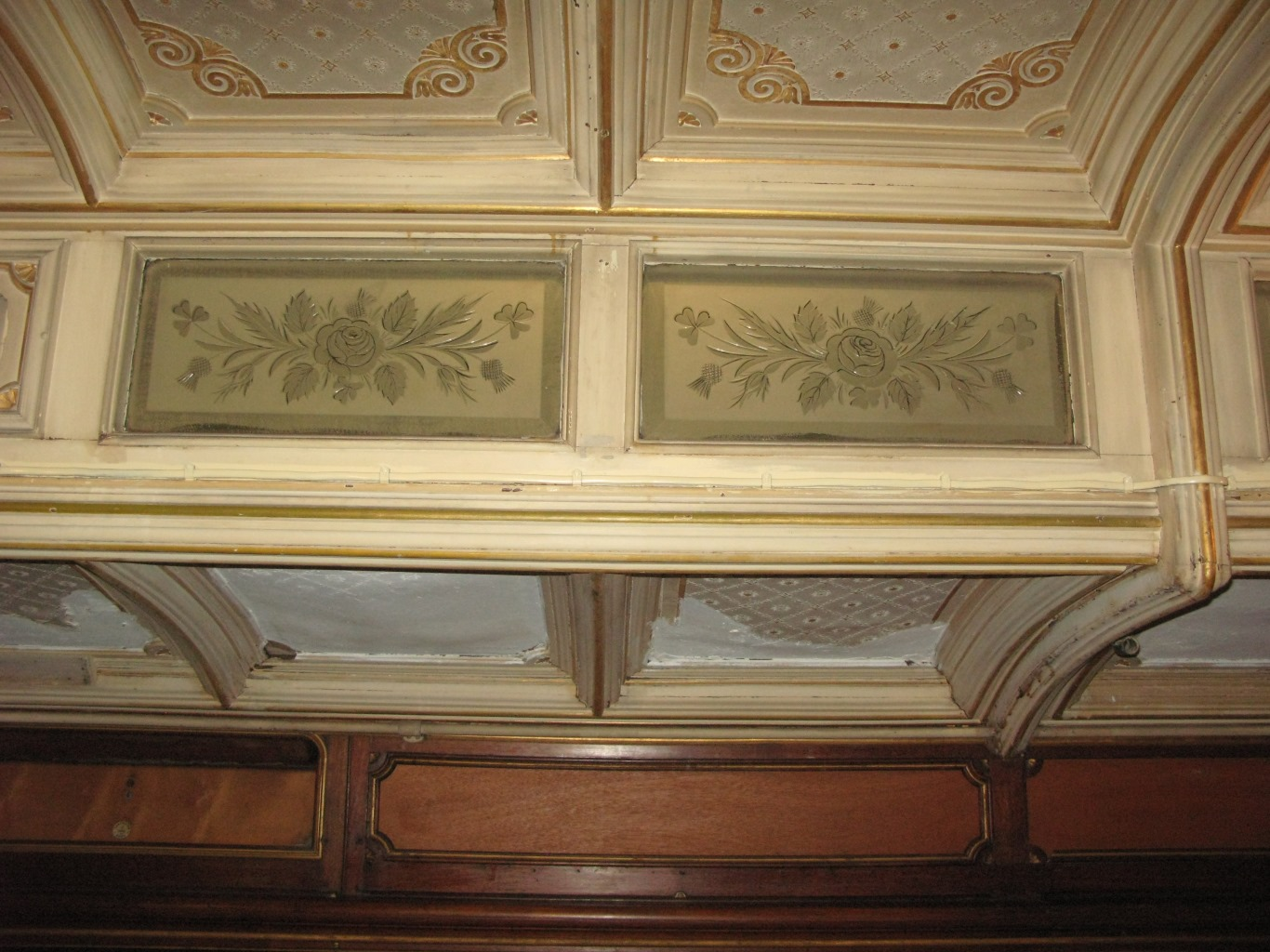
Linkrusta-Deckenverkleidung eines englischen Eisenbahnwagens (Steam Museum, Swindon)
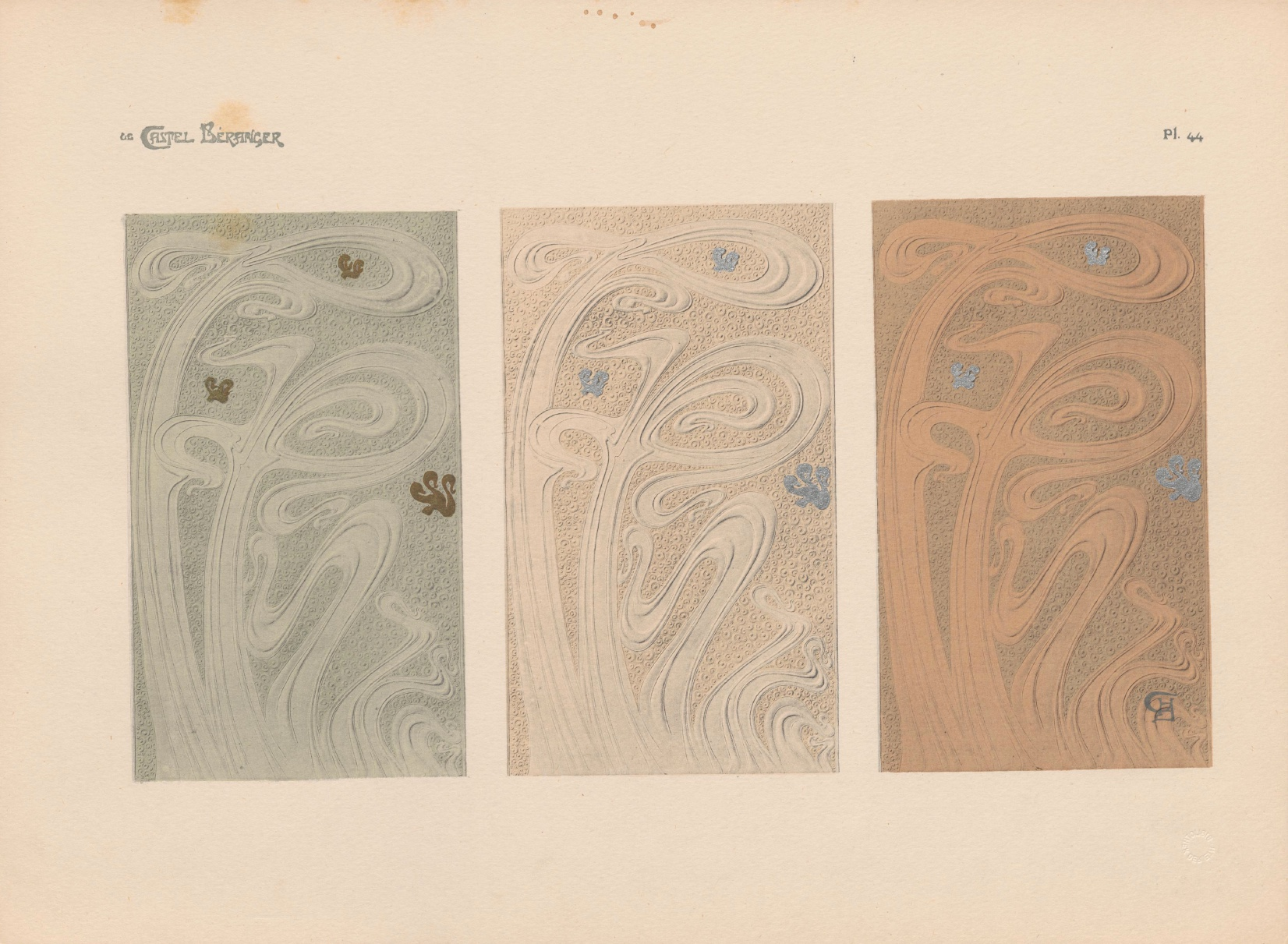
Linkrusta-Muster mit Jugendstilmotiven (1908)
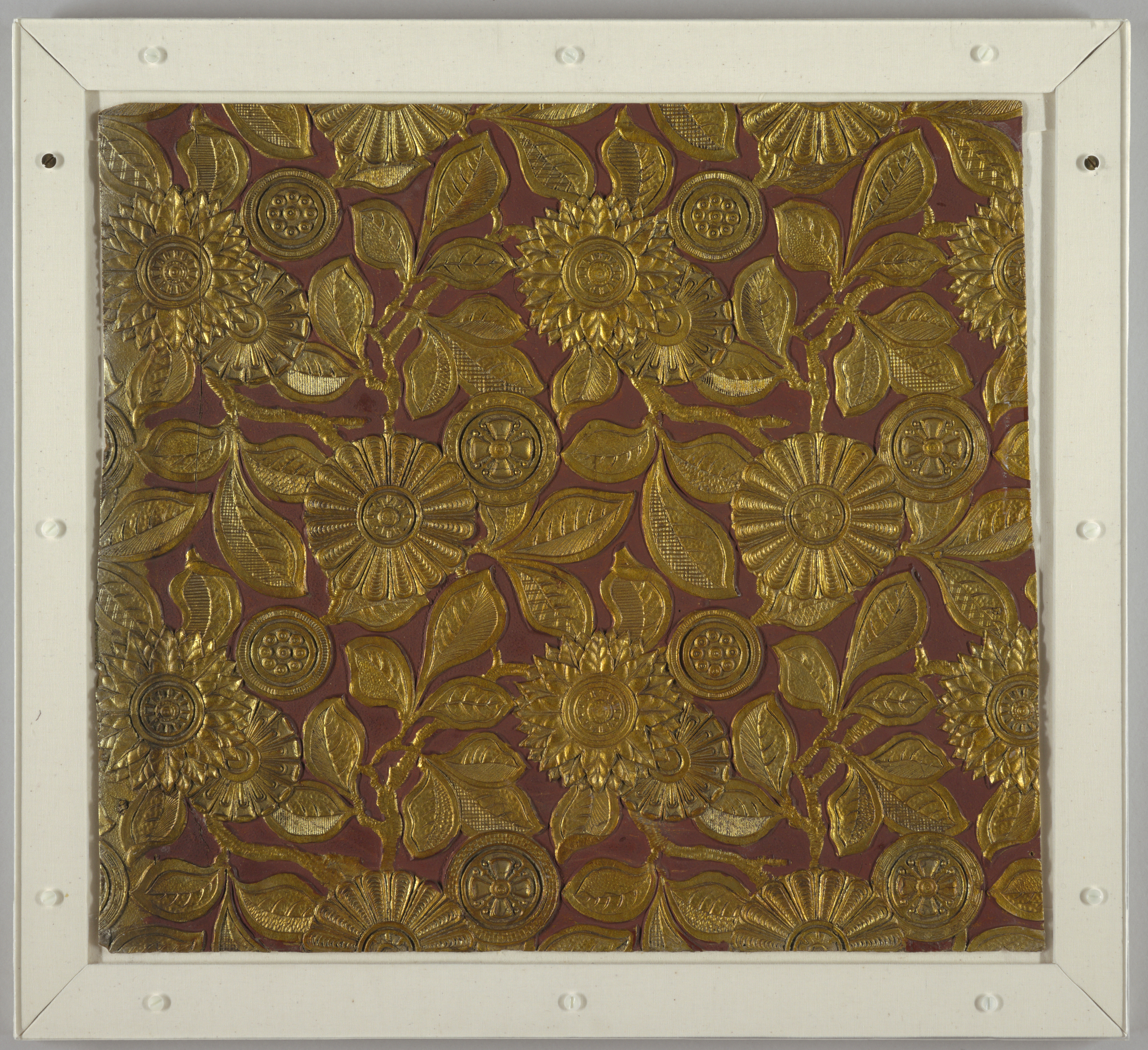
Linkrusta-Muster der Fa. Walton (1881)